# Буймистер, Валерий Григорьевич
Валерий Григорьевич Буйми́стер (укр. Валерій Григорович Буймистер; 21 мая 1948, Выборг, Ленинградская область — 12 ноября 2021, Киев) — советский и украинский певец (баритон). Народный артист Украины (1994).

## Биография
Родился 21 мая 1948 года в Выборге (Ленинградская область).
Окончил КМУ имени Р. М. Глиэра и КГК имени П. И. Чайковского (1975) в классе профессора Д. Г. Евтушенко.
В 1969—1971 годах — солист АПП КВО (ныне — Ансамбль Вооруженных Сил Украины).
В 1971—1973 годах — солист Оперной студии при КГК имени П. И. Чайковского, В 1973—1974 годах — солист хоровой капеллы имени Б. Н. Лятошинского (Киев), в 1974—1976 годах — хора Украинского радио и телевидения.
С 1976 года — солист (баритон) Киевской филармонии.
С 1995 года — преподаватель НМАУ (на кафедре сольного пения, с 2000 года — доцент).
Умер 12 ноября 2021 года в Киеве. Похоронен на Байковом кладбище (участок № 33).

## Творчество
Гастролировал на концертных сценах Украины, России, Западной Европы. Записывался на радио, телевидении, грампластинки.
Среди учеников — Т. Брайлян, М. Буймистер, И. Донцов, И. Ладина, А. Бондаренко.

## Награды и премии
- Народный артист Украины (1994)
- Национальная премия Украины имени Тараса Шевченко (2000) — за концертные программы (1993—1998): «Шевченкиана», «Украинские композиторы современности», «Итальянская музыка», «Немецкая музыка»
- Лауреат Международного конкурса вокалистов в Париже (1976).